# Say Anything
Say Anything é uma banda de rock dos Estados Unidos formada em Los Angeles, Califórnia, liderada pelo cantor/letrista Max Bemis.

## História
A banda começou a sua carreira em 2001 com o nome de Sayanything. Todos os membros da banda ainda frequentavam o colegial. Say Anything lançou independentemente dois EPs chamados Junior Varsity e Menorah/Majora, este último que foi um lançamento exclusivo na internet, e um LP intitulado Baseball.
Em agosto de 2004 a banda lançou o disco ...Is a Real Boy pela gravadora Doghouse Records. 
Durante o outono de 2005 o vocalista Max Bemis teve que ser hospitalizado após apresentar problemas psicológicos. Isso aconteceu pouco após o re-lançamento de …Is a Real Boy e um pouco antes do início de sua turnê. Esse problemas fizeram com que o Say Anything tivessem que adiar a sua turnê até janeiro do ano seguinte. Esses acontecimentos marcaram a segunda vez que a saúde mental de Max fez com que a banda tivesse de parar suas atividades por um certo tempo. Max Bemis foi diagnosticado com Distúrbio Bipolar, porém não apresentou mais nenhum incidente relacionado a este distúrbio até hoje.
A banda assinou um contrato com a J Records que pertence a Sony BMG Music Entertainment, uma das maiores gravadoras do mundo.
Em 2007 a banda lançou o seu primeiro trabalho em uma gravadora de grande porte, o álbum intitulado In Defense of the Genre foi lançado como um CD duplo. Junto com o lançamento o primeiro single de trabalho "Baby Girl, I'm A Blur" foi lançado.
Dia 9 de abril de 2008 a banda lançou o clipe para o seu novo single de trabalho, intitulado "Shiksa (Girlfriend)".

## Integrantes

### Atuais
- Max Bemis – vocal
- Coby Linder – bateria
- Alex Kent – baixo
- Jake Turner – guitarra
- Jeff Turner – guitarra
- Parker Case – teclado

### Anteriores
- Evan Span
- Michael Levin
- Josh Eichenstein
- Dan Delauro
- Kevin Seaton
- Casper Adams
- Gabriel Rodriguez

## Discografia

### Álbuns
- 2001: Baseball
- 2004: ...Is a Real Boy
- 2007: In Defense of the Genre
- 2009: Say Anything
- 2012: Anarchy, My Dear

### EPs
- 2000: Junior Varsity
- 2002: Menorah\Majora
- 2004: For Sale...

### Singles
| Lançamento | Título                         | Álbum                   | EUA Modern Rock |
| ---------- | ------------------------------ | ----------------------- | --------------- |
| 2006       | "Alive with the Glory of Love" | ...Is a Real Boy        | #28             |
| 2007       | "Wow, I Can Get Sexual Too"    | ...Was a Real Boy       |                 |
| 2007       | "Baby Girl, I'm a Blur"        | In Defense of the Genre | #29             |
| 2008       | "Shiksa (Girlfriend)"          | In Defense of the Genre |                 |